# Sandstubb
Sandstubb (Pomatoschistus minutus) är en fisk i familjen smörbultar.

## Utseende
Sandstubben är sandfärgad (ibland ganska mörkt) med mörkare fläckar längs sidorna. Två ryggfenor, varav den främsta är hög, med taggstrålar och den bakre är lägre och mjukstrålig. De två bukfenorna är sammanvuxna och bildar en sugskiva. Hanen har en mörk fläck på främre ryggfenans bakkant. Sandstubben blir upp till 11 cm lång, vanligtvis mindre i Östersjön.

## Utbredning
Från 71° till 35° nordlig bredd, 11° västlig till 34° östlig längd.
Sandstubben finns i Svarta havet, Medelhavet och östra Atlanten från Portugal norrut till Färöarna och norra Norge. Finns runt Brittiska öarna, går in i Skagerack, Kattegatt och större delen av Östersjön.

## Vanor
Fisken lever i havet, ensam eller i mindre stim, även om framför allt unga fiskar kan gå upp i flodmynningar. Den vistas främst på grunt vatten på 2 till 40 meters djup och med ler- eller sandbotten, men kan gå ner till ett djup av 300 m. Födan utgörs av små bottendjur som små kräftdjur, insektslarver och maskar.
Det är vanligt att fisken ligger mer eller mindre nergrävd i bottnen.
Livslängd sällan mer än 1,5 år (max 3 år rapporterad).

## Fortplantning
Hanen lockar honor att lägga ägg i en utgrävd hålighet eller ett tomt musselskal. Hanen vaktar äggen, som kläcks efter 1 till 2 veckor. Ynglen övergår från ett pelagiskt liv till bottenliv när de är omkring 2 centimeter långa.

## Bilder

Sandstubb
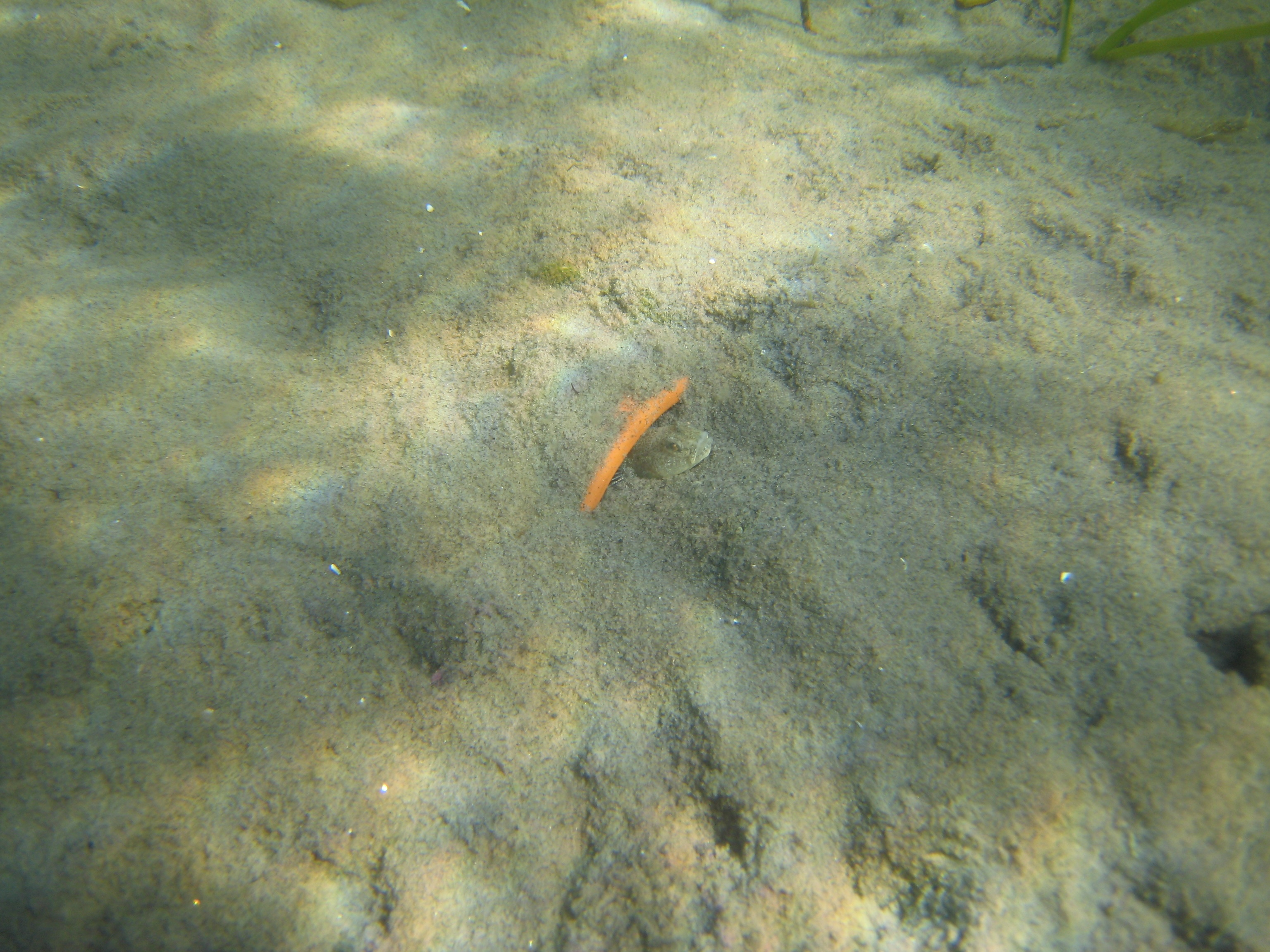
Sandstubbshane vaktar sitt bo, som han byggt under en lerkruka på havsbotten.
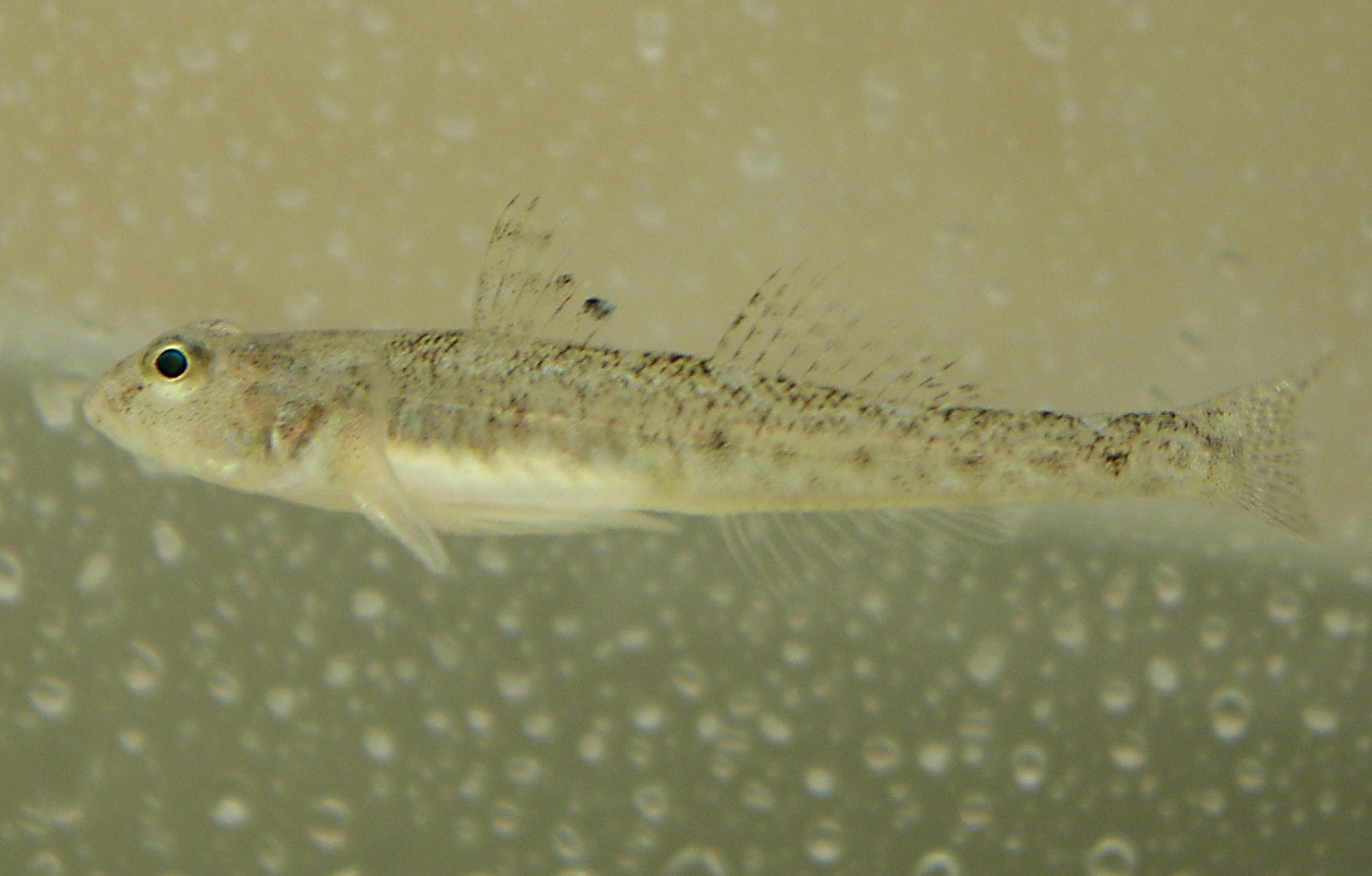
Sandstubb i akvarium; fångad vid Tjärnö marina laboratorium.